# لويس ميجيل سينترا
لويس ميجيل سينترا (بالبرتغالية: Luís Miguel Cintra‏) هو كاتب سيناريو وممثل برتغالي، ولد في 29 أبريل 1949 بمدريد في إسبانيا.

## وصلات خارجية
- لويس ميجيل سينترا على موقع IMDb (الإنجليزية)
- لويس ميجيل سينترا على موقع ألو سيني (الفرنسية)
- لويس ميجيل سينترا على موقع أول موفي (الإنجليزية)
- لويس ميجيل سينترا على موقع قاعدة بيانات الأفلام السويدية (السويدية)
- لويس ميجيل سينترا على موقع قاعدة بيانات الفيلم (الإنجليزية)
- لويس ميجيل سينترا على موقع كينوبويسك (الروسية)